# Inés Enríquez Frödden
Inés Leonor Enríquez Frödden (Concepción, 11 de noviembre de 1913-Santiago, 15 de agosto de 1998) fue una abogada y política chilena. Fue la primera mujer de su país en asumir los cargos de intendenta y diputada, en 1950 y 1951, respectivamente.

## Familia y estudios
Nació el 11 de noviembre de 1913 en Concepción, hija de Marco Antonio Enríquez Henríquez y Rosalba Frödden Lorenzen. Tuvo cuatro hermanos, entre ellos Hugo Enríquez Frödden, médico, primer director Hospital José Joaquín Aguirre, Funcionario Internacional, Naciones Unidas OMS, René Enríquez Frödden, Ingeniero Agrónomo, Humberto Enríquez Frödden, abogado y senador, y Edgardo Enríquez Frödden, médico, rector de la Universidad de Concepción (1969-1972) y ministro de Educación de Salvador Allende. Por su hermano Edgardo es tía de Miguel Enríquez y tía abuela de Marco Enríquez-Ominami.
Realizó sus estudios primarios y secundarios en el Concepción College, y posteriormente ingresó a la Escuela de Leyes de la Universidad de Concepción. Se tituló de abogada el 18 de octubre de 1938, y su tesis versó sobre Trastornos mentales en las intoxicaciones. Además de ejercer la profesión, se dedicó a la labor docente, como profesora de la cátedra de Economía Política en la Escuela de Servicio Social de la Universidad de Concepción, entre 1941 y 1951. 
Se casó con Jorge Sáez, con quien tuvo un hijo, Jorge Guillermo, fallecido en 1977. Su matrimonio fue anulado.

## Carrera política

### Inicios e intendenta
Durante sus estudios universitarios se inició en política, ya que en 1935 se afilió al Partido Radical (sección Concepción). Dentro del Partido Radical presidió estamentos como el Centro Femenino Radical y las Mujeres Radicales. Asimismo, integró el Consejo Nacional de Organización Femenina, fue vicepresidenta de la Federación Chilena de Instituciones Femeninas de Concepción y creó un hogar femenino en la misma ciudad. En 1954 fundó, junto a Corina Vargas y bajo la inspiración de Amanda Labarca, la Asociación de Mujeres Universitarias.
Trabajó en la Intendencia de Concepción, primero como secretaria-abogado desde 1940, en 1949 como intendenta interina y desde el 26 de septiembre de 1950 como intendenta titular —la primera del país— nombrada por el presidente Gabriel González Videla, quien se destacó por integrar a mujeres en cargos donde antes no habían ejercido, como la ministra Adriana Olguín. Durante alrededor de seis meses, Enríquez estuvo a cargo de una región especialmente conflictiva debido a las huelgas de los mineros del carbón.

### Diputada

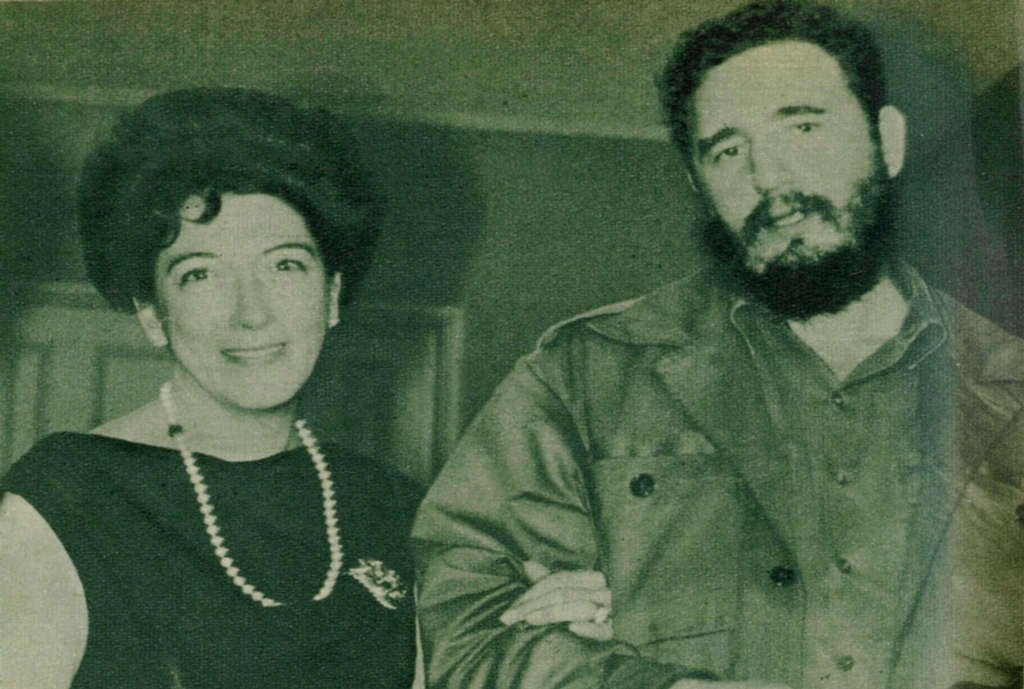
Enríquez junto a Fidel Castro durante un viaje a Cuba.

El 18 de marzo de 1951 disputó una elección parlamentaria complementaria para llenar el cupo que había dejado el fallecido diputado Ángel Muñoz García por la 17.° Agrupación Departamental, en la cual derrotó a Esteban Bedoya (Partido Democrático) y Óscar Waiss (Partido Socialista Popular). El 24 de abril de ese año asumió como diputada, con lo cual se convirtió en la primera mujer en el país en lograr un escaño en el Congreso.
En las elecciones de 1957 fue elegida diputada, esta vez por la 22.° Agrupación Departamental correspondiente a Valdivia, La Unión, Río Bueno y Panguipulli, y fue reelegida en las elecciones de 1961 y 1965. Integró las comisiones de Defensa, Trabajo, Relaciones Exteriores, Vías y Obras Públicas, Mixta de Presupuestos y Especial sobre Vagancia Infantil.
Durante su desempeño como parlamentaria, presentó diversos proyectos de ley y mociones relativos al área social. En 1961 presentó un controversial proyecto de ley de divorcio, que nunca se votó. También legisló respecto a materias laborales, con proyectos sobre remuneraciones de los obreros, asignación familiar (Ley N.º 11.051 del 18 de noviembre de 1952), creación de la Comisión de Probidad Administrativa, y leyes especiales para empleadas particulares (Ley N.º 14.687 del 26 de octubre de 1961), menores de edad (Ley N.º 16.520 del 22 de junio de 1966) y adultos analfabetos. Gestó modificaciones al Código Penal y al Código del Trabajo, en defensa de los derechos de la mujer y la protección de la maternidad.
El 29 de junio de 1969 fue expulsada del Partido Radical junto a otros militantes, con quienes formó el partido Democracia Radical en noviembre de 1969. Enríquez formó parte de ese partido ocupando el cargo de vicepresidenta.